# Haus Kaesbach

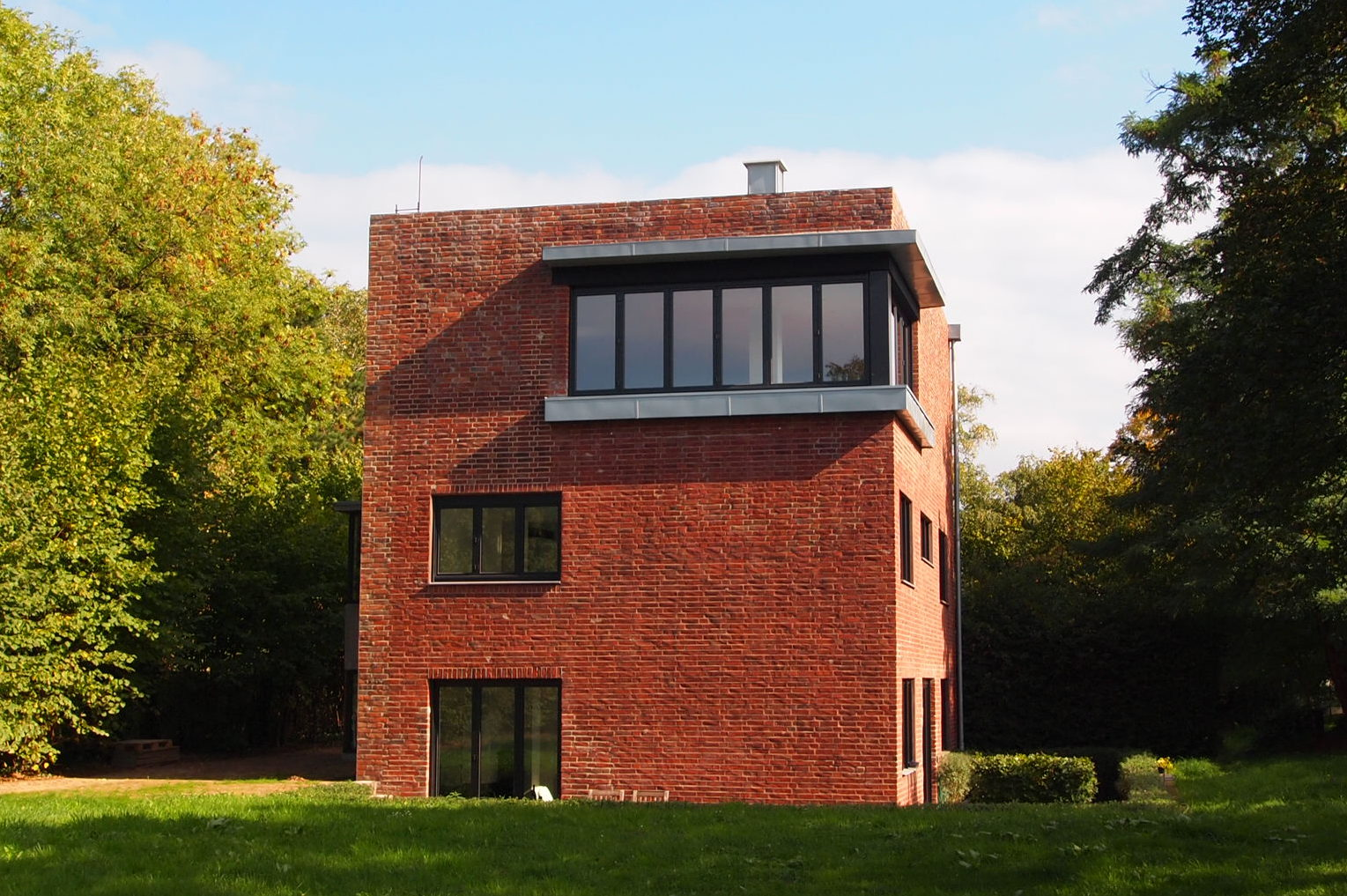
Haus Kaesbach

Das Haus Kaesbach befindet sich Im Grund 79 in Düsseldorf-Lohausen. Es wurde 1930 nach Entwürfen des Architekten Karl Meinhardt für den Kunsthistoriker Walter Kaesbach erbaut.
Der Bau ist ein dreigeschossiger Backsteinbau in den Formen der Neuen Sachlichkeit, des Neuen Bauens und der Moderne. Er ist in sich kubisch geschlossen und fast würfelförmig. Das flache Walmdach ist von der Straße und von dem Garten aus nicht zu sehen. Der Garten war ursprünglich mitgestaltet worden. Die Fassaden zeigen jeweils „eine andere asymmetrische Komposition aus unterschiedlichen, teilweise extrem querformatigen Öffnungen, die in jedem Geschoss in gleicher Höhe enden, aber unterschiedlich hoch ansetzen“.
Das Gebäude steht einschließlich des Gartens unter Denkmalschutz.